# Marcelina Rościszewska
Marcelina Józefa Rościszewska (ur. 9 listopada 1875 w Lipawie, zm. 4 kwietnia 1949 w Krakowie) – polska działaczka niepodległościowa i pedagożka.

## Życiorys
Urodziła się 9 listopada 1875 roku w Lipawie . Była córką powstańców styczniowych, Jana Dąbrowskiego (lub Dombrowskiego ) i Leokadii de domo Landsberg . Do 1891 roku uczyła się w Instytucie Panien Szlacheckich w Białymstoku . Naukę kontynuowała w paryskim Instytucie Panien Polskich, a później na wydziale filozoficznym Uniwersytetu Paryskiego. We Francji opieką otoczyła ją Maria Gorecka. Po powrocie do kraju wyszła za mąż za Seweryna Rościszewskiego. Małżeństwo miało dwóch synów .
Z początku włączyła się w tajne nauczanie w Płockiem, skąd pochodził jej mąż. Należała do Polskiej Macierzy Szkolnej. Angażowała się w działalność społeczną na wsi, zakładając patriotyczne chóry młodzieżowe, koła gospodyń wiejskich, spółdzielnię kobiet wiejskich i „łaźnię ludową” w Drobinie .
Po separacji z mężem, wyjechała w 1905 roku do Płocka. Od 1908 roku, przez 25 lat kierowała tam szkołą średnią (od 1920: Państwowe Gimnazjum Żeńskie im. Reginy Żółkiewskiej). W okresie przedwojennym kontynuowała w szkole program tajnego nauczania , zatrudniając nielegalnie dodatkowych nauczycieli. W pracy nazywano ją „admirałem w peniuarze”. Publikowała także artykuły o szkolnictwie oraz pracowała społecznie .

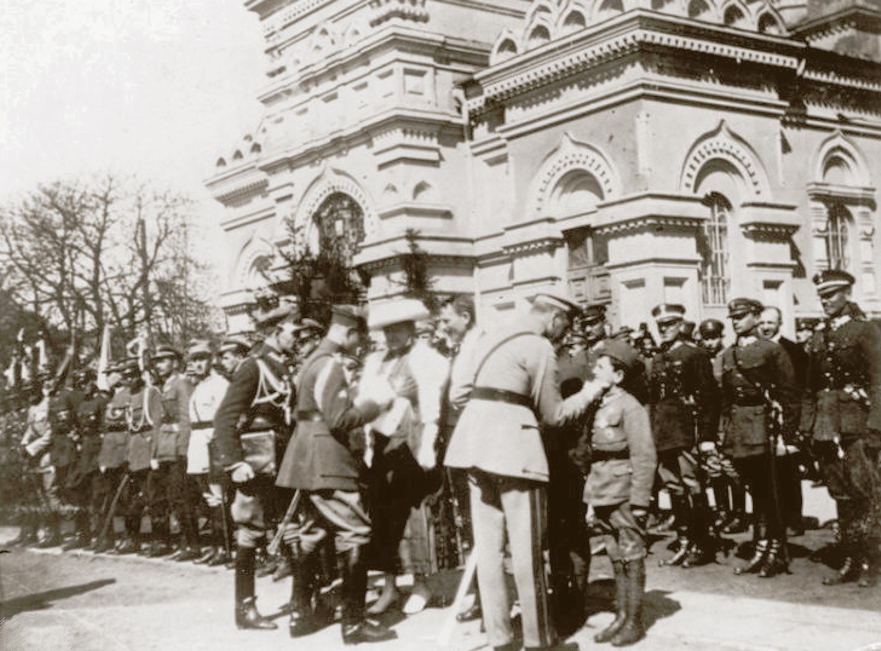
Józef Piłsudski odznacza obrońców Płocka; w dużym kapeluszu stoi Marcelina Rościszewska. Płock 10 kwietnia 1921

Podczas I wojny światowej zajęła się organizacją wsparcia dla legionistów . 18 listopada 1918 roku założyła Służbę Narodową Kobiet Polskich , do której w najprężniejszym okresie działalności należało 1200 kobiet. Pod koniec tego samego roku została przewodniczącą nowo powstałego Płockiego Komitetu Obrony Lwowa. Wzięła czynny udział w bitwie o Lwów , wyruszając 3 stycznia do tego miasta z pierwszymi 39 ochotnikami, zwerbowanymi przez Komitet Obrony i wsparciem materialnym. Jako komendantka Służby Narodowej zaangażowała się także w obronę Płocka podczas wojny polsko-bolszewickiej . Zorganizowała, w prowadzonej przez siebie szkole, szpital polowy dla żołnierzy, zarządzała dostarczaniem amunicji, ewakuacją i opatrywaniem rannych. Dzięki obeznaniu z terenem, przeprowadziła także pluton żołnierzy pod ogniem przeciwnika. W uznaniu zasług została odznaczona Krzyżem Walecznych (1921), Medalem Pamiątkowym za Wojnę 1918–1921 , Medalem Dziesięciolecia Odzyskania Niepodległości, Medalem Niepodległości (1937) oraz Złotym Krzyżem Zasługi.
Po wojnie, poza prowadzeniem gimnazjum żeńskiego, dalej udzielała się społecznie. Założyła Dom Inwalidów i Płocki Komitet Przysposobienia Kobiet do Obrony Kraju oraz należała m.in. do Płockiego Towarzystwa Naukowego , Ligi Ochrony Powietrznej Państwa i Polskiego Czerwonego Krzyża. W 1922 roku została matką chrzestną sztandaru 6 Pułku Piechoty Legionów.
W 1935 roku przeniosła się do Krakowa . Po wojnie wraz z synem Lechem założyła uniwersytet ludowy w Szańcu pod Krakowem.
Zmarła 4 kwietnia 1949. Jej grób znajduje się w Będkowicach.

## Upamiętnienie
W 1992 roku została patronką I Prywatnego Liceum Ogólnokształcącego w Płocku.
Od 2013 roku uczniowie i nauczyciele Szkoły Podstawowej Specjalnej nr 24 w Płocku pieką ciastka „Marcelinki” w kształcie kapelusza Rościszewskiej. Ciastka rozdawane są później podczas obchodów Święta Niepodległości.
30 września 2023 roku przy ulicy Tumskiej w Płocku (naprzeciw Młodzieżowego Domu Kultury) odsłonięto pomnik Marceliny Rościszewskiej bohaterki obrony Płocka przed bolszewikami w 1920 roku.